# Naturschutzgebiet Torflohe und Pfrentschwiese
Das Torflohe und Pfrentschwiese ist ein Naturschutzgebiet, Fauna-Flora-Habitat und  EU-Vogelschutzgebiet in Eslarn im Oberpfälzer Landkreis Neustadt an der Waldnaab in Bayern.
Das Naturschutzgebiet befindet sich etwa 4,2 Kilometer nordöstlich von Eslarn an der tschechischen Grenze. Es ist Bestandteil des Naturpark Nördlicher Oberpfälzer Wald, des Landschaftsschutzgebietes LSG innerhalb des Naturparks Oberpfälzer Wald (ehemals Schutzzone) und der deckungsgleichen FFH- / EU-Vogelschutzgebiete Torflohe. Auf tschechischem Gebiet schließt sich das kleine Naturreservat Jezírka u Rozvadova an.
Das etwa 172 ha große Areal wurde durch den Anstau des Katherinenbaches, eines Quellbaches der Pfreimd im 14. Jahrhundert angelegt. Ursprünglich war es ein Teil des etwa 450 ha großen Pfrentschweihers, nach dessen Auflassung im 19. Jahrhundert durch Entwässerungsmaßnahmen die Voraussetzungen für land- und forstwirtschaftliche Nutzung geschaffen wurden. Im Bereich des Naturschutzgebietes werden durch lebensraumverbessernde Maßnahmen, wie z. B. Grabeneinstau, die Bedingungen für den Erhalt und die Entwicklung sehr wertvoller Lebensräume mit ihrem störungsempfindlichen Artenspektrum schrittweise verbessert.
In dem großflächigen, ehemals extensiv genutztes Wiesengelände finden sich eine Vielzahl an Pflanzengesellschaften. Anzutreffen sind hier der Mädesüß, Hochstaudenfluren, Borstgraswiesen, Übergangsmoorbereiche und Bruchwaldausbildungen.
Das Naturschutzgebiet wurde am 8. April 1987 ausgewiesen.